# Милисав Лукић
Милисав Миса Лукић (Доња Горевница, код Чачка, 23. април 1922), учесник Народноослободилачке борбе и друштвено-политички радник СФР Југославије и СР Србије. У периоду од 1963. до 1965. године обављао је функцију Републичког секретара за унутрашње послове СР Србије.

## Биографија
Рођен је 23. априла 1922. године у Доњој Горевници, код Чачка. Након завршене основне школе, похађао је Чачанску гимназију. Као ученика гимназије затекли су га Априлски рат и окупација Краљевине Југославије. Учесник је Народноослободилачке борбе од јула 1941. године, када се придружује Народноослободилачком покрету (НОП) у чачанском крају и ступа у Чачански партизански одред. Био је борац Друге пролетерске ударне бригаде од њеног оснивања марта 1942. године и са њом пролази све борбе, учествује током Четврте и Пете непријатељске офанзиве, а у току рата је два пута рањен. Обављао је разне политичке дужности у бригади, а године 1944. послат је са Виса у Совјетски Савез, где остаје до краја рата.
По ослобођењу Југославије, 1945. године, прелази на рад у органе безбедности. Најпре се налазио на месту помоћника начелника Одељења за заштиту народа (ОЗН) за Град Београд, Вељка Мићуновића. Са 30 година је унапређен у чин пуковника, и један је од, у том тренутку, најмлађих официра са тим чином. Након превођења у резерву, до 1966. године обавља високе дужности у републичким и савезним органима унутрашњих послова. Од 1963. до 1965. налазио се на месту Републичког секретара за унутрашње послове СР Србије, а од 1965. до 1966. обављао је функцију заменика Савезног секретара за унутрашње послове СФРЈ, Милана Мишковића. На том месту затекла су га дешавања која ће друштвено-политичку кулминацију достићи на Брионима јула 1966. године, на Четвртом пленуму Централног комитета Савеза комуниста Југославије, када су Александар Ранковић и Светислав Стефановић Ћећа смењени са свих дотадашњих функција због злоупотреба положаја у Управи државне безбедности (УДБ).
У периоду након Брионског пленума, против Милисава Лукића, Животија Србе Савића и Војина Лукића поведена је истрага. Савић и Војин Лукић, који су означени као „ранковићевци“ и као такви на Шестом пленуму Централног комитета Савеза комуниста Србије, септембра 1966. године, смењени са свих функција, искључени из Партије, ухапшени су и интернирани у истражни затвор у Сарајевској улици. Убрзо потом су аболирани од стране Савезне скупштине СФРЈ, пуштени на слободу и ослобођени кривичне одговорности. С друге стране, Милисава Лукића, који је признао злоупотребе у Управи државне безбедности, заобишле су кривичне и партијске казне и постављен је на место вицегувернера Народне банке Југославије (НБЈ), одакле 1986. године одлази у пензију.
У периоду од 1966. до 1982. године налазио се на месту члана Савезног одбора СУБНОР-а Југославије, а потом је дуго година био председник и члан Републичког одбора СУБНОР-а Србије.
У фебруару 2015. године, Лукићу је уз још 15 лауреата, у амбасади Русије у Београду уручена медаља поводом 70 година од победе у Великом Отаџбинском рату 1941—1945. године, да би у септембру 2020. године, Указом председника Русије Владимира Путина, добио одликовање за 75 година од победе у Великом Отаџбинском рату 1941—1945. године, које му је у његовом стану уручио војни аташе амбасаде Руске Федерације у Републици Србији, генерал-мајор Александар Винченко.
Године 1982. објавио је књигу „Ратни дневник 1941—1945“.
Носилац је Партизанске споменице 1941. и других југословенских одликовања, међу којима су Орден за храброст и др. Имао је чин пуковника ЈНА у резерви.

## Видите још
- Брионски пленум ЦК СКЈ